# Вісвліт
Вісвліт (нід. Visvliet) — село в нідерландській провінції Гронінген. Входить до муніципалітету Вестерквартір.
Його площа становить 0,33км², а населення станом на 2021 рік складало 280 осіб.
Перша згадка про населений пункт датується 1378 роком.

## Галерея

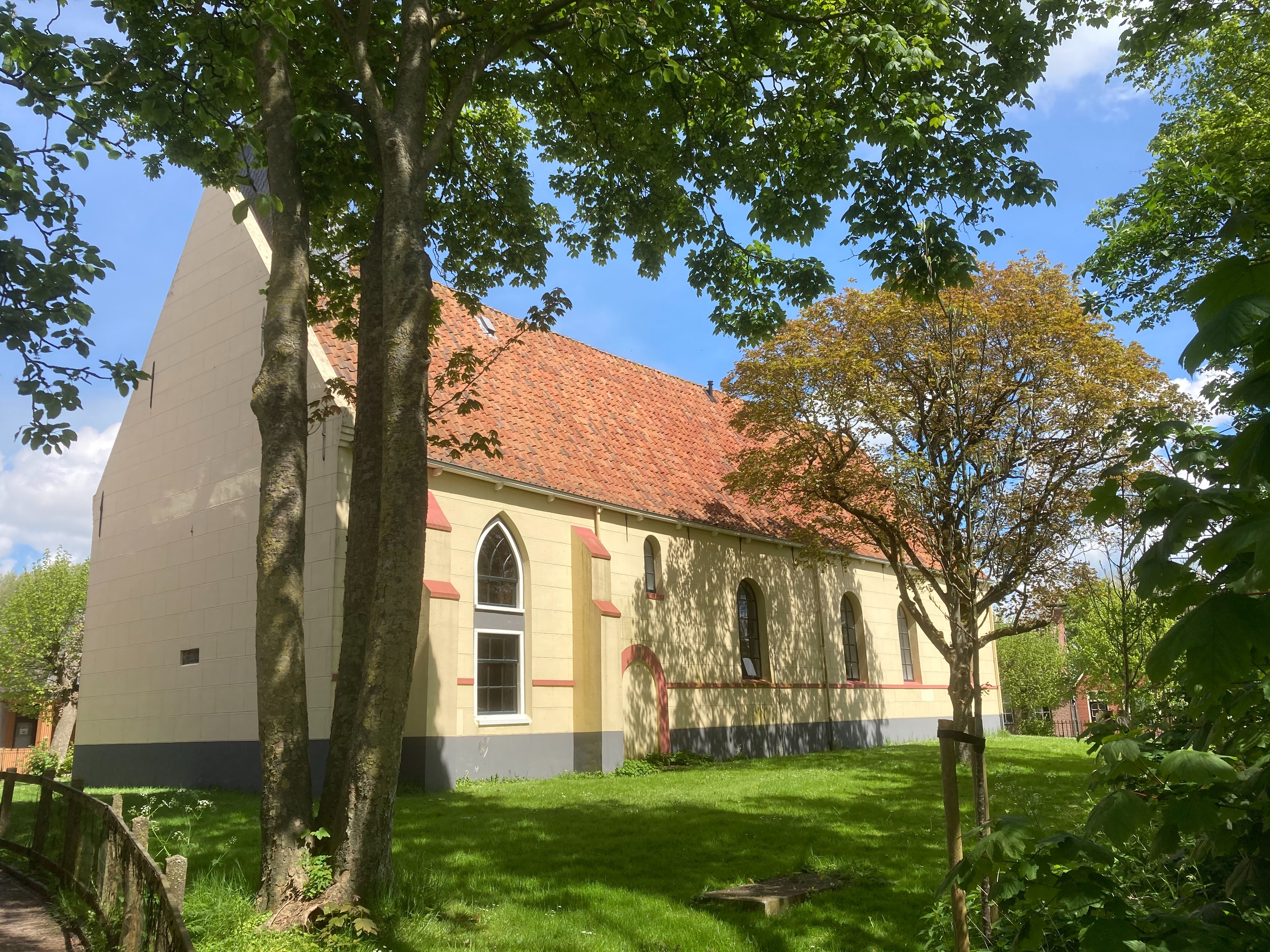
Церква у Вісвліті
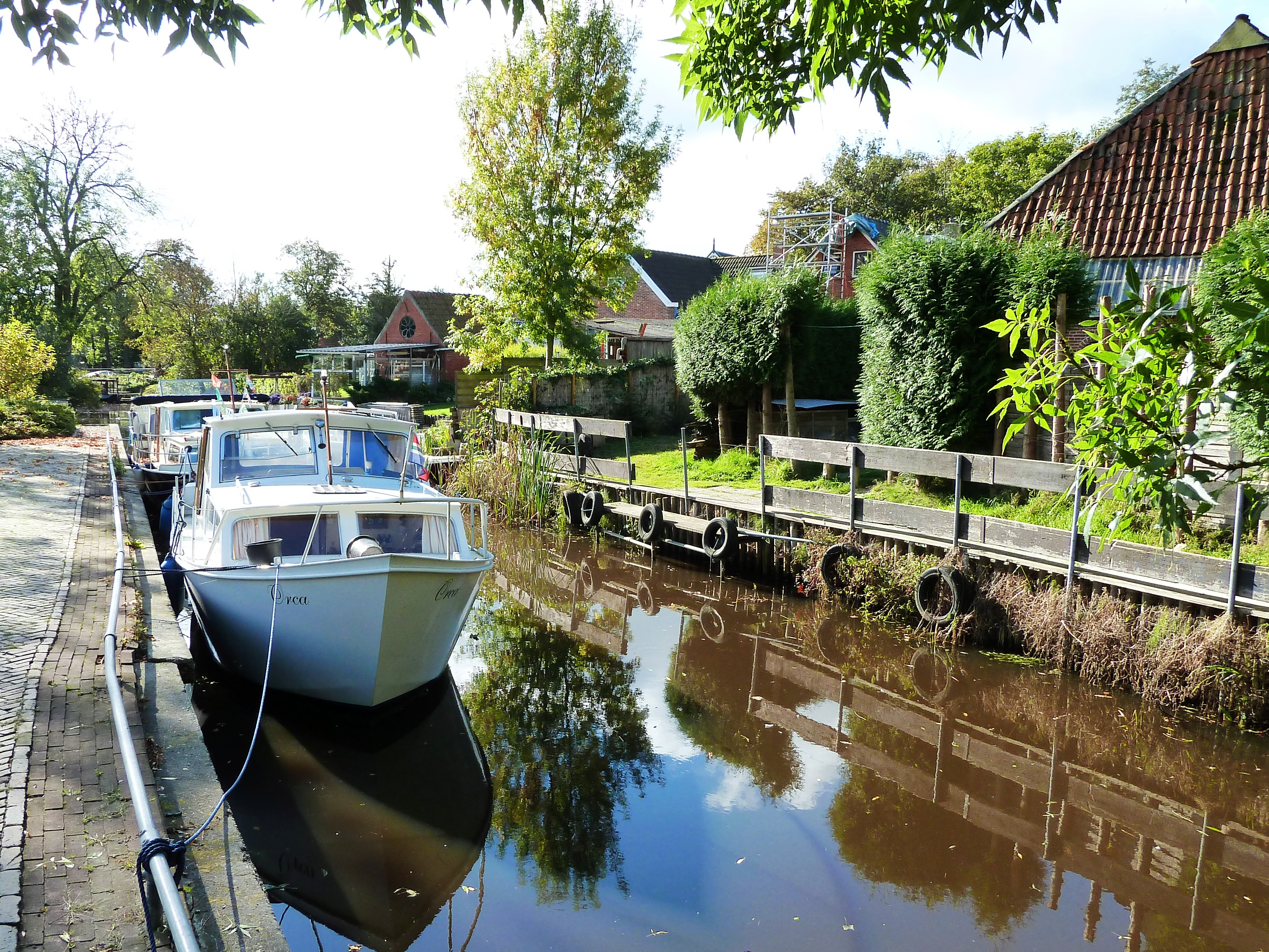
Канал у селі
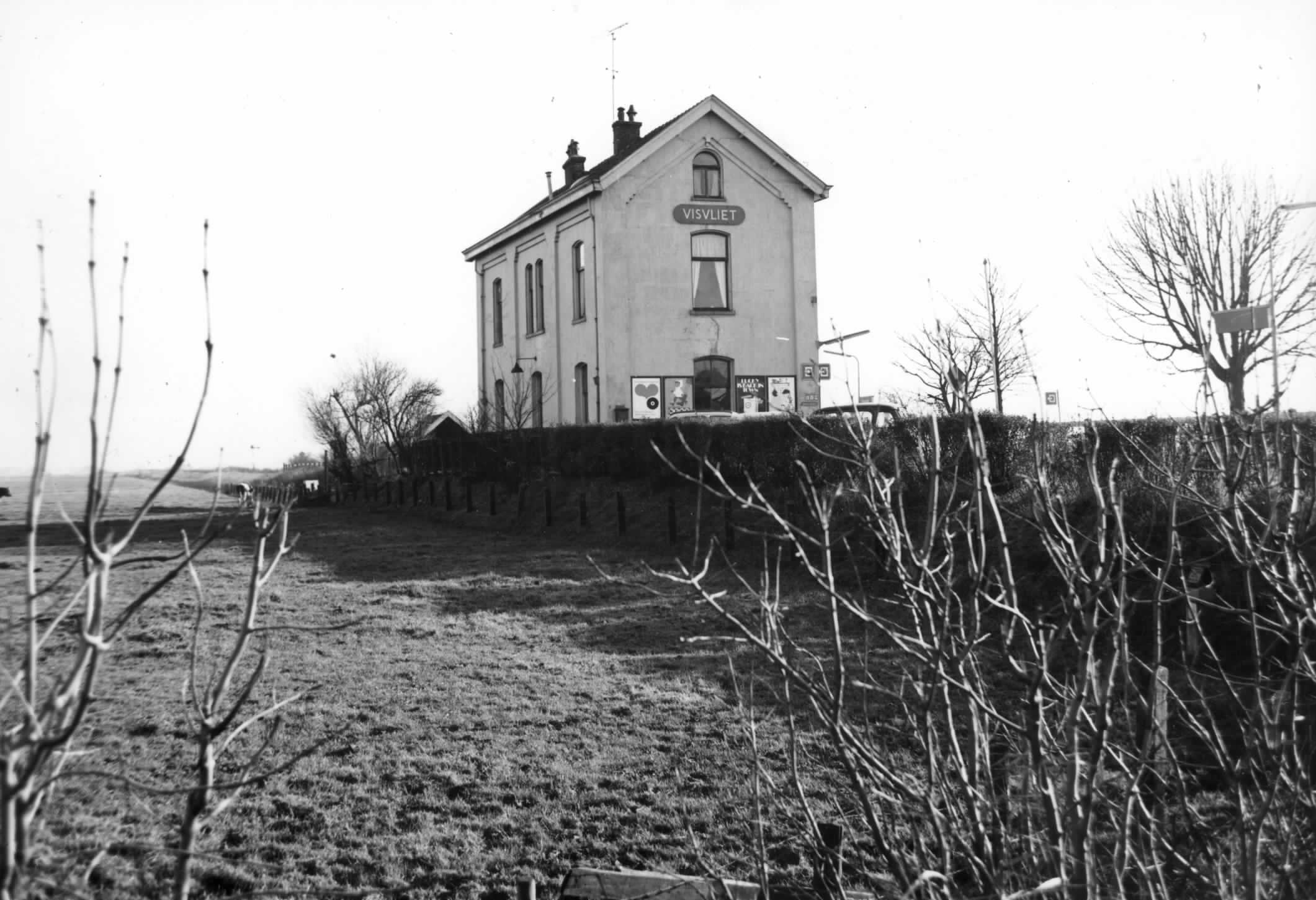
Залізнична станція (1970)
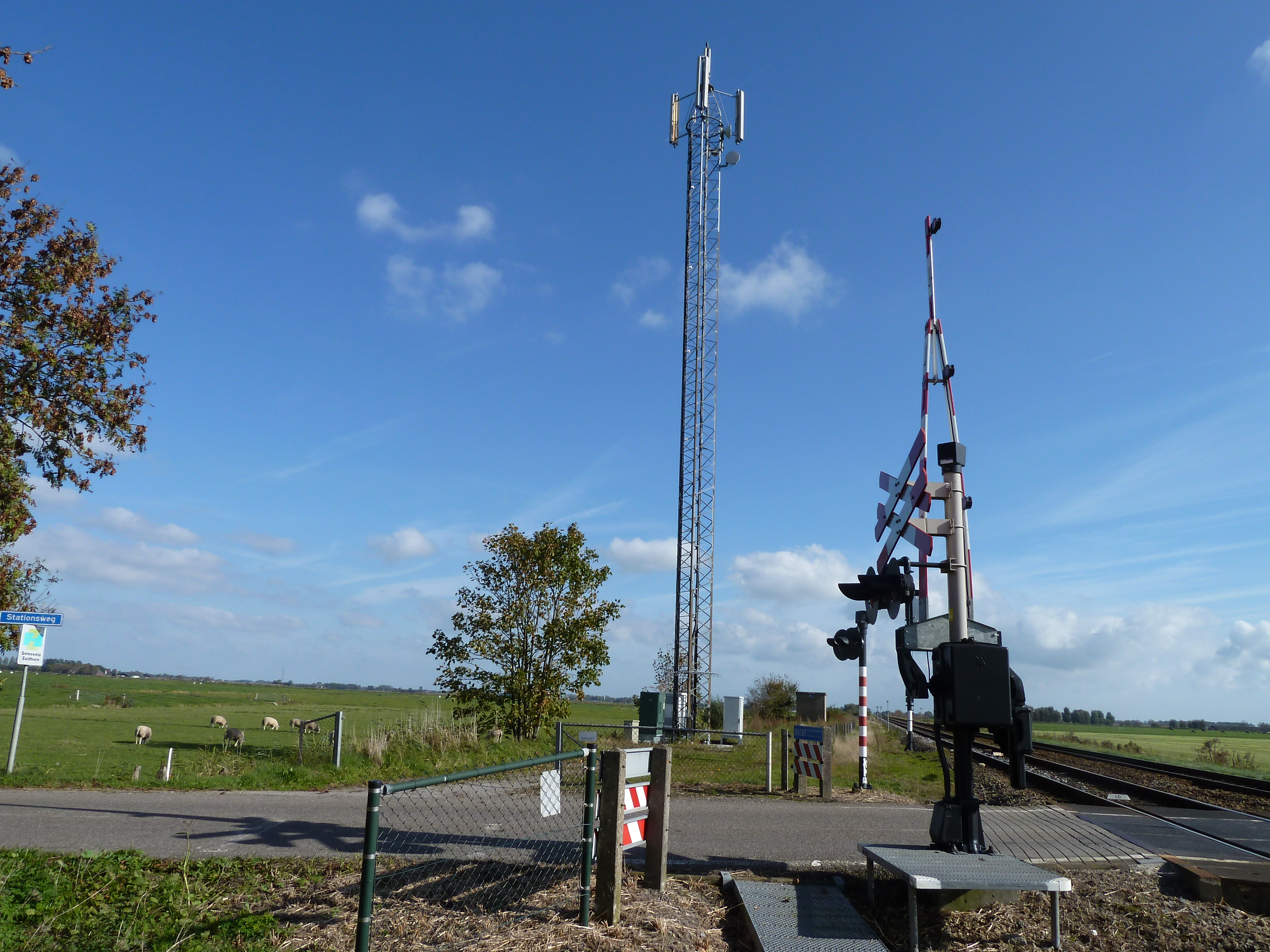
Залізнична станція (2010)